# Équipe de Chine féminine de rugby à sept
L'équipe de Chine féminine de rugby à sept est l'équipe qui représente la Chine dans les principales compétitions internationales de rugby à sept au sein de la série mondiale et de la Coupe du monde de rugby à sept.

## Histoire
En marge des séries mondiales, compétition masculine majeure organisant plusieurs tournois de rugby à sept pendant la saison, la Women's Sevens Challenge Cup (en) est créée en tant qu'équivalent en catégorie féminine ; la Chine est invitée aux trois tournois la composant, à Dubaï, à Hong Kong puis à Londres.
Un an plus tard, alors que s'ouvre la première édition de la série mondiale féminine pendant la saison 2012-2013 (en), la sélection chinoise prend part à la compétition en tant qu'équipe invitée pour trois des quatre tournois, dont une organisée « à domicile » à Canton,,,.
Pour la saison 2014-2015 (en), la Chine remporte le statut d'équipe permanente après avoir atteint les demi-finales du tournoi qualificatif de Hong Kong. Ainsi, elle obtient le droit de disputer chacun des tournois de la série mondiale.
Afin de se qualifier pour les Jeux olympiques d'été de 2016, un tournoi en deux étapes est organisé pour attribuer le ticket asiatique, à Hong Kong puis à Tokyo. Alors que les Japonaises se qualifient, les Chinoises sont alors condamnées à gagner le tournoi de repêchage. En terminant à la 5e place, elles perdent toute possibilité de disputer la première édition du tournoi olympique.
La sélection chinoise retrouve le statut d'équipe permanente pour la saison 2018-2019 de la série mondiale en remportant le tournoi de Hong Kong.
En novembre 2019, les Chinoises disputent le tournoi de qualification asiatique pour les Jeux olympiques de 2020 à Canton, soit « à domicile ». En remportant la finale du tournoi contre Hong Kong, elles décrochent leur place olympique pour la première fois de leur histoire ; l'équipe sera alors la seconde représentante du continent avec les hôtes japonais.
Elles rééditent leur performance quatre fois plus tard, se qualifiant pour les Jeux olympiques de 2024 via le tournoi de repêchage.

## Palmarès
- Championnat d'Asie féminin de rugby à sept (en) :
  - Championne : 2006, 2009, 2010, 2011, 2014, 2022.
- Rugby à sept (en) aux Jeux asiatiques :
  - Championne : 2014, 2022.
  - Finaliste : 2010, 2018.